# Mistrzostwa Świata w Narciarstwie Alpejskim 1931 – zjazd kobiet
Zjazd kobiet na 1. Mistrzostwach Świata w Narciarstwie Alpejskim został rozegrany 20 lutego 1931 roku, na trasie Wintereggstrecke. Pierwszą w historii mistrzynią świata została Esmé MacKinnon z Wielkiej Brytanii, drugie miejsce zajęła jej rodaczka - Nell Carroll, a brązowy medal zdobyła Austriaczka Irma Schmidegg. 
W zawodach wystartowało 19 zawodniczek, z których 17 ukończyło rywalizację.

## Wyniki
| Pozycja | Zawodniczka            | Państwo              | Czas   | Strata  |
| ------- | ---------------------- | -------------------- | ------ | ------- |
| 01 !    | Esmé MacKinnon         | Wielka Brytania      | 3:05,6 | -       |
| 02 !    | Nell Carroll           | Wielka Brytania      | 3:23,4 | +17,8   |
| 03 !    | Irma Schmidegg         | Republika Austriacka | 4:02,6 | +57,0   |
| 4       | Jeanette Kessler       | Wielka Brytania      | 4:08,2 | +1:02,6 |
| 5       | Freda Gossage          | Wielka Brytania      | 4:18,2 | +1:12,6 |
| 6       | Helen Zingg            | Szwajcaria           | 4:20,4 | +1:14,8 |
| 7       | Rösli Rominger         | Szwajcaria           | 4:25,2 | +1:19,6 |
| 8       | Inge Wersin-Lantschner | Republika Austriacka | 4:33,8 | +1:28,2 |
| 9       | Audrey Sale-Barker     | Wielka Brytania      | 4:47,2 | +1:41,6 |
| 10      | Mädi Schmidt           | Rzesza Niemiecka     | 4:47,6 | +1:42,0 |
| 11      | Emmy Ripper            | Republika Austriacka | 4:53,0 | +1:47,4 |
| 12      | Rösli Streiff          | Szwajcaria           | 4:56,4 | +1:50,8 |
| 13      | Dorothy Crewdson       | Wielka Brytania      | 5:05,4 | +1:59,8 |
| 14      | Ella Maillart          | Szwajcaria           | 5:21,4 | +2:15,8 |
| 15      | Annemarie Kopp         | Rzesza Niemiecka     | 5:22,8 | +2:17,2 |
| 16      | Elsa Mende             | Szwajcaria           | 6:06,4 | +3:00,8 |
| 17      | Annemarie Honigmann    | Rzesza Niemiecka     | 6:32,4 | +3:16,8 |
| -       | Oestbye                | Norwegia             | DNF    | —       |
| -       | Josie de Latour        | Szwajcaria           | DSQ    | —       |